# Madrigali di Carlo Gesualdo
I madrigali di Carlo Gesualdo sono composizioni vocali e polifoniche basate su poesie a tema profane. Divisi in sei raccolte (dette "libri"), questi centoventicinque pezzi coprono l'intera vita creativa del loro autore e testimoniano l'evoluzione del suo linguaggio, soprattutto in termini di armonia.
I primi due libri, pubblicati nel 1591, sono eleganti e mostrano una grande padronanza delle forme classiche. I successivi due, editi nel 1595, testimoniano un linguaggio musicale personale e audace. Quanto agli ultimi due, pubblicati nel 1611, la sequenza di accordi innovativi, di dissonanze e di cromatismi che vi si rintracciano ancora stupiscono gli ascoltatori del XXI secolo.
Questi madrigali "sperimentali", dolorosi e sensuali, sono alla radice della fama di compositore di Carlo Gesualdo, nonostante le riserve e le incomprensioni di molti musicologi che aderiscono ai principi della tonalità. La critica ha sempre associato l'universo poetico, barocco e oscuro di questi lavori alla personalità del loro autore, il principe di Venosa, conte di Conza e assassino della sua prima moglie rea di adulterio, Maria d'Avalos. L'analisi delle composizioni di Gesualdo rivela molti paradossi e ambiguità, sia dal punto di vista della tecnica musicale che della loro interpretazione in termini poetici. Comunque sia, questo vasto insieme di madrigali ha conservato un suo potere di seduzione e fascino.

## Contesto storico
Il madrigale, genere poetico nato nel XIV secolo e caduto in disuso nel XV, conobbe una nuova fioritura in una veste completamente rinnovata nel Cinquecento. Questo rinascimento fu legato allo sviluppo dell'Umanesimo e all'avvento di nuove figure letterarie:  ai padri della letteratura italiana, Dante Alighieri (1265-1321), Francesco Petrarca (1304-1374) e Giovanni Boccaccio (1313-1375), succedettero poi i creatori di una nuova forma di poesia per musica: Giovanni Battista Guarini (1538-1612), Torquato Tasso (1544-1595) e il cavaliere napoletano Giovan Battista Marino (1569-1625).

### Il madrigale italiano alla fine del Rinascimento

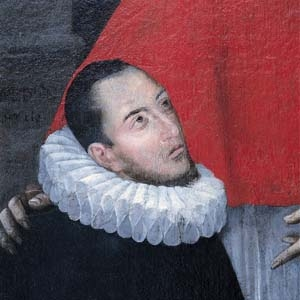
Particolare della Pala del Perdono che mostra l'unico ritratto ad oggi considerato autentico di Carlo Gesualdo

Tutta l'opera di Gesualdo rientra in uno stile di scrittura unico, quello della polifonia contrappuntistica. Il suo pensiero musicale, come quello di tutti gli autori rinascimentali, è principalmente di ordine melodico, applicandosi a temi profani per il madrigale, e a temi religiosi per il mottetto. Quando il giovane compositore iniziò a pubblicare i suoi primi brani vocali (nel secondo libro di mottetti di Stefano Felis nel 1585), madrigale e mottetto erano un genere musicale in forte espansione, particolarmente apprezzato nelle classi italiane. Luzzasco Luzzaschi (dal 1571) e Luca Marenzio (dal 1580) avevano già cominciato a pubblicare i loro primi libri di madrigali a cinque voci, ai quali seguirono molte edizioni e ristampe nel giro di pochi anni. Claudio Monteverdi pubblicò il suo Primo libro di madrigali nel 1587.

### Il mondo della musica in fase di transizione
L'opera di Gesualdo si svolge in "un'epoca in cui il linguaggio musicale conobbe profondi sconvolgimenti", e il principe compositore "assistette all'emergere di nuove forme e tecniche musicali: il basso continuo, la monodia accompagnata, l'opera, la toccata e la sonata".
Le opere mature di Claudio Monteverdi vedono la comparsa del cosiddetto stile concertato e del basso continuo nell'universo madrigale. La presenza di questa nuova forma di accompagnamento strumentale liberò la trama polifonica da ogni vincolo rigoroso. Nel madrigale T'amo mia vita del suo Quinto libro di madrigali (1605), Monteverdi organizza un dialogo alla presenza di un solo soprano e di un gruppo di quattro cantanti, opponendosi alle sezioni poetiche in stile diretto e indiretto. Questa scelta è giustificata, secondo Denis Morrier, dall'attenta analisi del testo: i versi che formano la declamazione dell'amante sono affidati al solista, mentre i commenti dell'amante sono trattati in modo polifonico.

### Il madrigale secondo Gesualdo
Gesualdo non utilizzò mai queste innovazioni proposte dagli autori moderni del suo tempo. La sua versione di T'amo mia vita presente nel suo Quinto libro di madrigali (1611), non lascia trapelare nessuna delle preoccupazioni per una rappresentazione più realistica delle passioni, come invece tenta di fare Monteverdi. La sua opera e i suoi scritti non mostrano alcun segno di interesse per le opere dei monodisti fiorentini, Jacopo Corsi, Ottavio Rinuccini e Giulio Romano, tra gli altri, che tuttavia aveva incontrato di persona. Gesualdo è sempre rimasto risolutamente fedele alla tradizionale polifonia e modalità.
I madrigali del principe di Venosa assumono quindi la forma più "classica" del madrigale del XVI secolo. Si tratta di composizioni polifoniche contrappuntistiche, generalmente a cinque voci. Esistono solo due eccezioni: Donna, se m'ancidete, tratta dal Terzo libro e Il sol, qual o più splende del quarto libro, che sono a sei voci. Denis Morrier vede in questo attaccamento alle forme antiche, di grande esigenza tecnica, uno dei primi paradossi dell'opera di Gesualdo, principe e compositore: "si potrebbe credere che sia libero da ogni creazione, che non conosca canoni di genere e stile. Eppure, solo dal punto di vista formale, sembra meno innovativo della maggior parte dei musicisti, per così dire, al servizio delle corti italiane: Monteverdi, Luzzaschi, Peri e Caccini. Un ultimo paradosso: in virtù del suo status sociale e del suo titolo, egli è infatti soggetto, molto più degli artisti sopra menzionati, alla necessità di apparire e, in un certo senso, alla necessità di farsi piacere.
Gesualdo è comunque considerato dai suoi contemporanei come "uno degli apostoli della musica moderna".

## Composizione

### Novità in campo polifonico
Seguendo il tradizionale pensiero polifonico, ogni voce assume una funzione specifica: la coppia tenore-soprano costituisce il nucleo strutturale attorno al quale si dispiegano le altre due voci complementari, contralto e basso. Tutti i madrigali di Gesualdo richiedono una quinta voce, la quale non corrisponde a una figura fissa: a volte si identifica infatti con un secondo tenore o con un secondo soprano, o anche con un secondo contralto e, eccezionalmente, con un secondo basso. Per questo motivo, questa quinta pars è talvolta considerata negli antichi trattati come una vox vagans, una "voce errante".
Nell'estetica dei madrigali moderni, incarnata dalle fatiche rappresentate dagli ultimi quattro libri di Monteverdi, la quinta voce tende ad affermarsi come un secondo soprano. Un esame dei madrigali di Gesualdo mostra che rimase fedele all'estetica precedente: le parti interpretate dalla quinta voce sono assegnate e a tenori e a soprani, così come talvolta alle viole. I madrigali a due tenori privilegiano queste due voci, attorno alle quali ruota tutta la polifonia.

### L'importanza del tenore
Fino ai suoi ultimi lavori, Gesualdo predilige le parti a tenore come parti strutturali. Così, nel Sesto libro, il madrigale Moro, lasso al mio duolo, con cromatismi così spettacolari, rimane interamente basato sul principio di un tenore come personaggio musicale centrale.
Questa particolarità consentì a Elio Durante e Anna Martellotti di affermare che Gesualdo aveva una bella voce da tenore. I musicologi hanno notato, al di là della cura data a questa parte, singola o doppia dai primi due libri di madrigali, l'assenza di un tenore tra i cantanti nel seguito del principe, durante il suo viaggio a Ferrara.
Denis Morrier osserva che gli ultimi due libri presentano comunque un'evoluzione significativa di questa concezione polifonica.

## Produzione dei suoi lavori
La carriera di Gesualdo, dal punto di vista della pubblicazione delle opere, conta tre fondamentali date: l'arrivo del compositore a Ferrara anticipò la stampa dei primi due libri. Alla sua prolungata permanenza in questa città (nonostante una prolungata assenza a Firenze e a Venezia), seguì la pubblicazione dei due libri successivi. Un silenzio di quindici anni precedette la pubblicazione degli ultimi due lavori di madrigali. È quindi facile associare grandi "fasi" di composizione a questi eventi prettamente editoriali:
1. 1594: i madrigali giovanili dei libri primo e secondo;
2. 1595-1596: i madrigali della maturità, il terzo e il quarto libro;
3. 1611: i madrigali "sperimentali", o "d'avanguardia" dei libri quinto e sesto.

Tuttavia, non è possibile conoscere una data precisa di composizione per ogni madrigale e l'ordine dei brani all'interno di ciascun libro probabilmente non è cronologico. Tuttavia, la lettura dei testi musicati uno dopo l'altro non permette di individuare una progressione o un andamento drammatico: Gesualdo, a differenza di Claudio Monteverdi, considera il madrigale come una forma "perfetta", come musica "pura", con ogni brano che può essere cantato anche da solo.
Un'analisi più dettagliata delle fatiche pubblicati nella stessa data permette di osservare, nonostante tutto, una sottile organizzazione armonica, e come ognuna di esse rappresenti una sorta di "progresso" nell'estensione estetica del precedente. Così, il secondo libro può considerarsi un sequel del primo e così via.

### Da Napoli a Ferrara
Le prime composizioni di Gesualdo sono state presentate in raccolte che hanno coinvolto diversi autori. Un primo libro di madrigali, oggi perduto, comparve a Napoli nel 1591. L'unico indizio preciso dello stile "giovanile" del compositore consiste nel suo dichiarato abbandono, secondo la testimonianza del conte Fontanelli, al quale dichiara "di aver lasciato il suo primo stile per quello del maestro Luzzaschi, che tanto ammira".
Lo sviluppo musicale di Gesualdo è infatti inseparabile dal fenomeno musicale di cui Ferrara fu luogo privilegiato. Dall'inizio del XVI secolo, la città aveva acquisito una grande reputazione come capitale della musica, onorata della presenza di Josquin Desprez e poi Jacob Obrecht al servizio di Ercole I d'Este. Il duca Alfonso II d'Este allestì una sontuosa corte, dove il Concerto delle dame, diretto da Luzzasco Luzzaschi, era incaricato della musica reservata. Gesualdo, ammesso nella cerchia familiare del duca d'Este quando fu promesso a Eleonora, ebbe accesso anche a questo "cenacolo" musicale di grande qualità e assai elitario, di cui condivideva l'interesse per la ricerca in termini di amenità, espressione e raffinatezza cromatica.

### I madrigali della giovinezza
Il primo e secondo libro di madrigali in cinque parti furono pubblicati a Ferrara, nel 1594, ma la loro composizione può essere fatta risalire, per alcuni, all'anno 1586. È caratteristico osservare che le poesie scelte dal compositore erano state oggetto di numerose riproduzioni, dai più grandi musicisti del suo tempo. Così, Tirsi morir volea era già stato trattato da venti compositori, tra cui Luca Marenzio (1580), Giaches de Wert (1581), Philippe de Monte (1586) e Andrea Gabrieli (1587), quando Gesualdo partorì la sua versione, con un notevole carattere vocale e una grande complessità di scrittura.
La tecnica dei primi libri di Gesualdo denota altissima attenzione nella realizzazione del lavoro. Tuttavia, è attraverso questa preoccupazione per la perfezione formale (nel senso in cui si parlava, nella buona società, di "perfetta rispettabilità") che questi madrigali sembrano talvolta inferiori ai modelli a cui si rifaceva l'autore. A proposito di Baci soavi e cari, il musicologo ed editore Wilhelm Weismann mette a confronto lo stesso poema trattato da Monteverdi, mettendone a confronto le due versioni: "Una dama di corte preziosamente vestita davanti a un figlio della natura".
Per gli ascoltatori coevi, affascinati o colpiti dalla personalità controversa di Gesualdo, vedovo e assassino all'età venticinque anni, è più difficile tollerare un comportamento così "libertino" nel mancato rispetto delle regole compositive di base. Quest'ultimo aspetto è particolarmente evidente nel secondo libro: un madrigale come Sento che nel partire conferma per la prima volta il ricorso a canoni cromatici e canori diversi, in una composizione il cui rigore asseconda l'emozione e non la soffoca.

### I madrigali della maturità
Il terzo e il quarto libro di madrigali, editi rispettivamente nel 1595 e 1596, furono composti durante il soggiorno del compositore a Ferrara. Questo periodo fu sicuramente il più prolifico per quanto riguardava la produzione madrigalesca del principe di Venosa, i cui brani appaiono, dal punto di vista compositiva, ancor più curati.
Le testimonianze dei musicisti nell'entourage del principe permettono di comprendere come il compositore preferisse lavorare su diversi madrigali contemporaneamente. Pur non essendo sopravvissuti schizzi o manoscritti, si può ragionevolmente presumere che i madrigali avessero versioni preparatorie, e che Gesualdo li abbia fatti "provare" dai suoi cantanti per migliorare alcuni dettagli.
Dal primo madrigale del terzo libro, Voi volete ch'io mora, la rottura sembra consumata con il tono dei primi testi, più felici e leggeri. È Denis Morrier a indicare la consacrazione di questo passaggio di stile, con un linguaggio musicale più audace e più avanzato. I corredi vocali guadagnano spazio in termini durata, mentre il linguaggio armonico tende al cromatismo e a lunghi accostamenti, presentando accordi in movimento e sensazioni mutevoli all'ascoltatore a seconda delle parole.
Nel madrigale Non t'amo, o voce ingrata (III.11), Gesualdo crea un suggestivo effetto drammatico introducendo improvvisamente i cromatismi sul verso Ahi non si puo morire. Denis Morrier, che trova il brano "affascinante", aggiunge che "il testo deve avere, per il compositore, risonanze quasi autobiografiche: Non ti amo, o voce ingrata, mi disse la mia donna".
Quanto al Quarto libro, si apre con uno dei madrigali più famosi del suo autore:
Nello spazio di nove versi si dispiega tutta la poetica musicale del principe di Venosa. I suoi temi preferiti, ora immediatamente riconoscibili, sono trattati con grande raffinatezza di scrittura in una composizione rigorosa e chiara per l'ascoltatore. Così, l'evocazione alla luce dell'inizio appare del tutto fugace, di fronte al duro contenuto degli ultimi due versi, pregni di significato. Questa medesima lirica è stata musicata da Monteverdi nel suo Quarto libro, edito nel 1603, ma la versione di Gesualdo sembra essere più omogenea, con "i temi affrontati rafforzati dal ricorso a sospiri, silenzi o simil-silenzi". Secondo Jocelyne Kiss, "i tentativi di movimenti ascendenti vengono sistematicamente interrotti, creando l'impressione di un'eterna insoddisfazione immersa nel dolore". Il giovane compositore che cerca di eguagliare, a costo di incessanti sforzi tecnici, i grandi compositori del suo tempo, è diventato un maestro di cui invidiamo i risultati. Per Denis Morrier, "se esiste una linea di demarcazione nella produzione di Carlo Gesualdo, questa è ben rappresentata dalla distanza che separa questo Quarto libro dal precedente".
Bisogna riconoscere che il nobile napoletano influenzò poi anche i musicisti da cui inizialmente si ispirò. Per la sua importante posizione sociale a Ferrara, unita alla sua fortuna personale, incoraggiò così Luzzasco Luzzaschi a comporre e pubblicare nuovi libri di madrigali, ponendo fine al silenzio pubblico di diversi anni per il suo vecchio mecenate. Dal 1595 al 1596, Luzzaschi pubblicò i suoi libri "quarto", "quinto" e "sesto" di madrigali a cinque voci. Il primo di questi è espressamente dedicato al principe di Venosa.
Jocelyne Kiss insiste, inoltre, sulla poca influenza esercitata dai musicisti, per quanto notevole, alla corte di Alfonso II: così, "l'enfasi sul Canto delle dame avrebbe potuto suscitare il desiderio di rispondere a questa brillante esecuzione. Eppure, così non è stato, e sembra che il compositore abbia sviluppato proprie idee estetiche, segno evidente di una personalità musicale ben consolidata".

### Gli ultimi madrigali

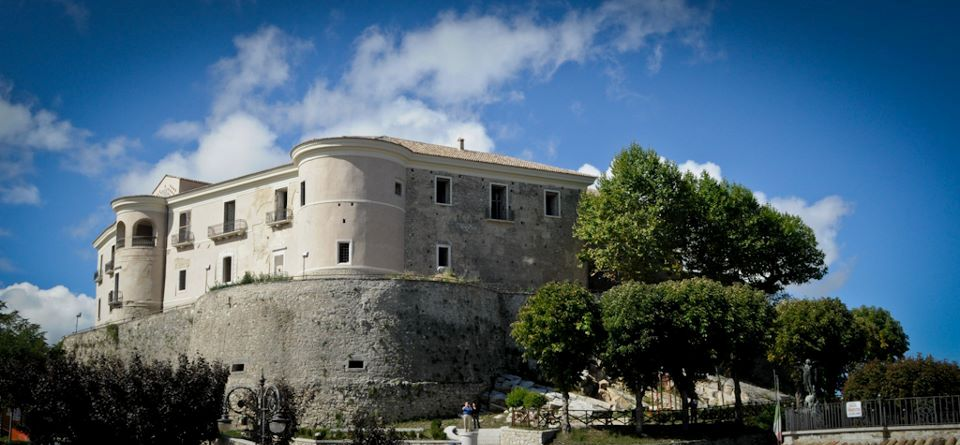
Il castello di Gesualdo, residenza del principe e sede della prima stamperia d'Irpinia

Nel 1611, il principe promosse la fondazione di una stamperia privata nel suo feudo di Gesualdo, direttamente nel suo stesso castello. Dopo aver raggiunto il traguardo di aver reso operativa la prima stamperia d'Irpinia, nel 1611 procedette all'edizione del quinto e del sesto libro di madrigali in cinque parti. La prefazione a questa edizione, firmata da don Pietro Cappuccio, suggerisce che il principe, volendo consegnare ai posteri una partitura priva di errori, fece alloggiare il tipografo napoletano Giovanni Giacomo Carlino, con la sua bottega, per rimanere a stretto contatto. Questa eccezionale misura fu giustificata dalla straordinarietà delle parti da stampare, e dall'ardente desiderio di Gesualdo di supervisionare la qualità e l'accuratezza della loro stampa.
Le lettere di dedica di don Pietro Cappuccio ricordano ancora che la loro composizione risale agli anni di pubblicazione dei libri precedenti, cioè intorno al 1596, quando ai tempi risiedeva a Ferrara. Le missive, incentrate sul Quinto libro, si rivelano incredibilmente ricche di informazioni, leggendosi in un passaggio: "alcuni compositori hanno cercato di compensare la povertà del loro genio con un'arte fraudolenta, attribuendosi molti bei passaggi delle opere di vostra eccellenza, così come delle vostre invenzioni, come è successo in particolare in questo quinto libro dei vostri meravigliosi madrigali".
Ciò spiega come mai cinque delle liriche musicate nel quinto testo di Carlo Gesualdo compaiono nel Sesto libro di madrigali di Luzzasco Luzzaschi (1596). Altri ancora si rintracciano nel Primo libro di madrigali di Pomponio Nenna, pubblicato nel 1613, anno della morte del principe di Venosa. Questa affermazione è però messa in dubbio dalla maggior parte degli storici e musicologi, i quali vedono in questo gesto un tentativo di affermare l'anteriorità di uno stile "gesualdiano", che avrebbe avuto imitatori. Se ciò si può sostenere con una certa dose di verosimiglianza per alcuni madrigali del quinto lavoro, Catherine Deutsch osserva che i brani dell'ultimo non si riferiscono a nessuna precedente tradizione madrigalesca: con il suo ultimo sforzo, dai contenuti più originali e audaci, Gesualdo intese essere veramente considerato un compositore, un maestro la cui opera avrebbe dovuto assumere un ruolo nella storia della musica.
La tecnica non è più l'unica preoccupazione di Gesualdo. Nella quinta compilazione, un madrigale molto caratteristico (O gioia) lascia che una voce canti senza accompagnamento una frase cromatica e affascinante, nell'estremo basso della tessitura, effetto che tende a disincarnare il timbro vocale. Il melisma, tradizionalmente associato alla parola "gioia", si scurisce con progressività, poiché già il primo verso evoca un ossimoro quale "gioia dolorosa". Il successo di un tale effetto è dovuto anche al registro delle voci del basso mantenuto a lungo e alla tenuta delle vocali profonde ("o", "a", "e").

## Analisi poetica
Per Denis Morrier, "l'evoluzione di lo stile musicale di Gesualdo è legato a quello del suo gusto letterario". Infatti, "queste scelte letterarie hanno un impatto diretto sulle scelte compositive. La brevità delle liriche, e soprattutto il gioco delle opposizioni di parole incoraggeranno Gesualdo ad adottare un trattamento ritmico altrettanto contrastante".

### Scelta delle poesie
Se ammettiamo che le poesie firmate da autori di grande popolarità sono state spesso scelte proprio per il fatto di essere state conosciute e messe in musica dalla penna di altri compositori, ci rivolgeremo invece alle poesie anonime, o mal rappresentate altrove, per avvicinarsi il più possibile ai gusti di Gesualdo. Secondo Jocelyne Kiss, i primi libri di madrigali di Gesualdo riflettono sia il suo isolamento dai principali poli culturali sia la sua formazione che si potrebbe qualificare come quella di un autodidatta.
Ovviamente i temi poetici affrontati dal compositore sono nel complesso "classici": evocazione di una scena galante, suppliche o rimproveri rivolti a una bella dama, sospiri e appelli ai piaceri dei sensi per vie traverse, considerazioni metafisiche sul trascorrere del tempo e della bellezza. Tutto questo, dai modelli del poeta greco Anacreonte agli Amori di Pierre de Ronsard, costituisce il repertorio del sonetto come del madrigale. Jocelyne Kiss osserva che "le scelte letterarie di Gesualdo sembrano non così circoscritte e coltivate come potrebbero esserlo le prime composizioni di Marenzio o Monteverdi". Nei suoi primi "libri", Denis Morrier ritiene tuttavia che le immagini siano convenzionali. Se la retorica si affina, questa impiega parole pietrificate nel marmo del "classicismo" rinascimentale.
Dai suoi primi madrigali risulta anche che, per il principe di Venosa, la lunghezza del poema è un criterio importante. Quando egli giudica un particolare poema non abbastanza breve per i suoi gusti, come ad esempio Baci soavi e cari (I.1), il principe compositore non esita a dividerla in due pezzi. Troviamo così un gran numero di prime e seconde parti nelle sue composizioni vocali.

### Evoluzione dello stile
Il Terzo libro presenta, secondo Denis Morrier, un'evidente rottura di stile: le parole sono più sorprendenti, più pesanti nel significato. I giochi retorici si fanno più audaci, mentre i temi funebri e macabri, oltre alle passioni dolorose, danno vita a toni, per così dire veementi.
Nei libri quinto e sesto, si tratta sicuramente di poesie brevi, in stile laconico e ricche di metafore arzigogolate. Il contrasto violento di parole grazie agli ossimori sono particolarmente comuni: morte-vita, gioia-dolore, dolore-piacere , presenza-assenza, amore-non amore.
È nella trattazione di tali argomenti che Gesualdo porta davvero qualcosa di innovativo. Nel quinto madrigale del Quinto libro, l'alleanza barocca di piaceri e sofferenze porta a una tale confusione che il contesto amoroso è quello implicito, quasi offuscato dall'espressione musicale:
Nel tredicesimo madrigale del Sesto libro, il desiderio anacreontico di prendere il posto di un oggetto caro alla bellezza che rifiuta, o di essere trasformata in farfalla per atterrare delicatamente sul suo seno, viene sostituita dall'immagine di una zanzara che assale e punge "la crudele indifferenza!". L'abbandono di questo desiderio, nell'ottavo verso, conferisce a questo madrigale un tono già in qualche modo simile a quello di Charles Baudelaire:

### Ilcanto affetuoso
Gesualdo pratica la tecnica del canto affettuoso, dove la musica modella o colora le parole della poesia. La tradizione era già ben consolidata e i compositori della fine del XVI secolo la portarono a un alto grado di perfezione. La comparsa di un termine come accende ha fatto sì che le voci si spostassero verso note più acute. La tristezza implicava valori più lunghi, la gioia con colpi più veloci. Questa tecnica porta oggi il nome di "figuralismo" (in inglese word painting, poiché la musica "dipinge" la poesia) o, più in generale, di "madrigalismo" quando si trova il processo in un altro genere musicale, come melodia o opera. In un madrigale composto secondo questi principi, si osserva un alternarsi di sezioni dove tutte le voci adottano un flusso omoritmico (sezioni dette neumi nei trattati antichi) e sezioni in imitazioni contrappuntistiche (dette fughe).
Nel neuma, la simultanea declamazione del testo in tutte le voci permette una migliore comprensione del significato delle parole, mentre nella fuga, le voci dialogano spostandosi l'una dall'altra, e il testo allora diventa difficile da capire. La figura più comune per evocare il dolore è una dissonanza dolorosa, l'eterolepsi.
L'idea della morte è più spesso illustrata da figure melodiche discendenti, spesso cromatiche e ripetute (catabasi). I sospiri richiedono invece silenzi ansimanti (suspiratio). Le grida di dolore, infine, provocano grandi sbalzi in termini di intervalli (saltus diurusculus). Questa tecnica costituisce un azzardo adottato dall'autore: Jocelyne Kiss specifica che la brevità del poema permette a Gesualdo di creare motivi diversi per ogni verso, che giustapposti, uno dopo l'altro, sembrano, a prima vista, creare un insieme di natura e tessitura eterogenee, disparate, aventi per unico legame l'unità del poema. Per Denis Morrier, negli ultimi due libri di madrigali, "il discorso appare discontinuo, tutto fatto da bruschi contrasti, senza alcuna reale unità di flusso ritmico o di linguaggio". Il solo testo riesce comunque a garantire l'unità dell'opera ea giustificare tutte queste "incongruenze". Glenn Watkins spiega allo stesso modo perché più di un recensore ha visto negli ultimi madrigali di Gesualdo solo un "ammasso di mostruosità senza direzione o logica", considerazione sopravvissuta fino alla metà del Novecento.

## Analisi musicale
Gesualdo compare per la prima volta come compositore tradizionale. Se Monteverdi realizza il passaggio tra il madrigale manierista e l'opera con l'invenzione del madrigale drammatico, una vera cerniera tra Rinascimento e Barocco, Gesualdo non modificò sostanzialmente le forme esistenti. Egli compose nel modo già "invecchiato" del tempo ma in uno stile molto personale, ricco di cromatismi, dissonanze, ritmi particolari e rotture armoniche.

### Armonia
Gesualdo, come tutti i compositori del suo tempo, immagina la musica secondo un sistema definito e coerente, che non è ancora la chiave, ma la modalità. Più che un dispositivo teorico, la modalità deve essere intesa come un "sistema di pensiero musicale".
Jocelyne Kiss ritiene che "le tensioni non sono onnipresenti e, lungi dal creare un'atmosfera uniforme, contribuiscano a plasmare una forma di poesia vaga e misteriosa. Questo stato d'animo è volutamente rivolto al rimpianto, provocando aspettative attraverso un'interruzione del discorso musicale, ma anche incertezze per mezzo di una tonalità volutamente irregolare".

#### Organizzazione modale dei libri madrigali
L'organizzazione degli ultimi tre libri di madrigali di Gesualdo riflette l'ambiguità della gerarchia delle mode durante il Rinascimento. In questi tre lavori, il principe di Venosa esplora successivamente ciascuno dei dodici modi, seguendo due distinti principi di presentazione.

#### Modi, trasposizioni e cromatismi
I dodici modi del Rinascimento si inseriscono in quello che i trattati chiamano il "genere diatonico" della musica recta. Il tetracordo diatonico è organizzato in due toni e un semitono diatonico. Il primo è caratterizzato dai suoi contorni compresi in tre intervalli disuguali: semitono minore, semitono maggiore e terza minore. L'uso del tetracordo cromatico è raro nell'opera di Gesualdo. Si possono tuttavia citare alcuni eclatanti esempi: in Veglio si, dal mio sole (III.10), il compositore ribadisce con enfasi il tetracordo cromatico a più riprese per sottolineare la violenza di un verso forte.

### Innovazioni armoniche
Nei suoi ultimi madrigali, Gesualdo scrisse gli ornamenti delle linee melodiche in tutte le note, mentre, in tutto il XVI secolo, era consuetudine che queste fossero eseguite dagli interpreti in contesti specifici. Jocelyne Kiss specifica che questa tradizione ha dato origine a delle problematiche. Sul piano tecnico, le principali novità di queste ultime raccolte non risiedono nell'uso di nuovi concetti, ma nella scelta di accordi tra cui note insolite come la♯, mi♯, re♭ o sol♭. Glenn Watkins ha condotto uno studio statistico registrando le seguenti tendenze. Tra il Quarto e il Sesto libro, il numero delle note alterate è moltiplicato per quattro, con le alterazioni che raggiungono quasi tutti i gradi della scala. Il repertorio classico era per lo più limitato alle prime tre (fa♯, do♯, sol♯/si♭, mi♭, la♭). Gesualdo estende il fenomeno alle ultime tonalità possibili: mi♯ e si♯, e do♭. Solo il fa♭ è assente negli ultimi madrigali.

#### Alterazioni e audacia cromatica
L'uso del cromatismo da parte di Gesualdo rientra solo eccezionalmente nel "genere cromatico". La maggioranza delle sue composizioni appartiene più al "genere diatonico" e si dipana sempre in un quadro modale perfettamente definito, arricchito da evoluzioni cromatiche.
Secondo Mathilde Catz, le innovazioni di Gesualdo nel senso di cromatismo si coniugano in tre forme:
Catherine Deutsch ritiene, tuttavia, che Cipriano de Rore, Giaches de Wert o Luca Marenzio non abbiano permesso al cromatismo di corrompere la modalità fino a questo punto, senza mai configurarlo come una continua primavera compositiva come Gesualdo.

#### Tensioni armoniche e interruzione
Il sentimento tonale affonda talvolta completamente, a causa di un maggiore ricorso al cromatismo in certi madrigali dell'ultimo libro, il più misterioso e quello che è stato a lungo oggetto di controversie. Ciò spinse il musicologo inglese Charles Burney nel XVIII secolo a chiedere ai suoi lettori: "Gesualdo compose in spregio a ogni regola stabilita e contro il buon gusto, senza alcuna conoscenza della causa? Oppure, al contrario, era avanti di parecchi secoli rispetto ai suoi tempi?". La sequenza degli accordi, all'inizio del suo madrigale più famoso, Moro, lasso al mio duolo non consente di fornire una risposta chiara a questa domanda, lasciando aperte varie strade.

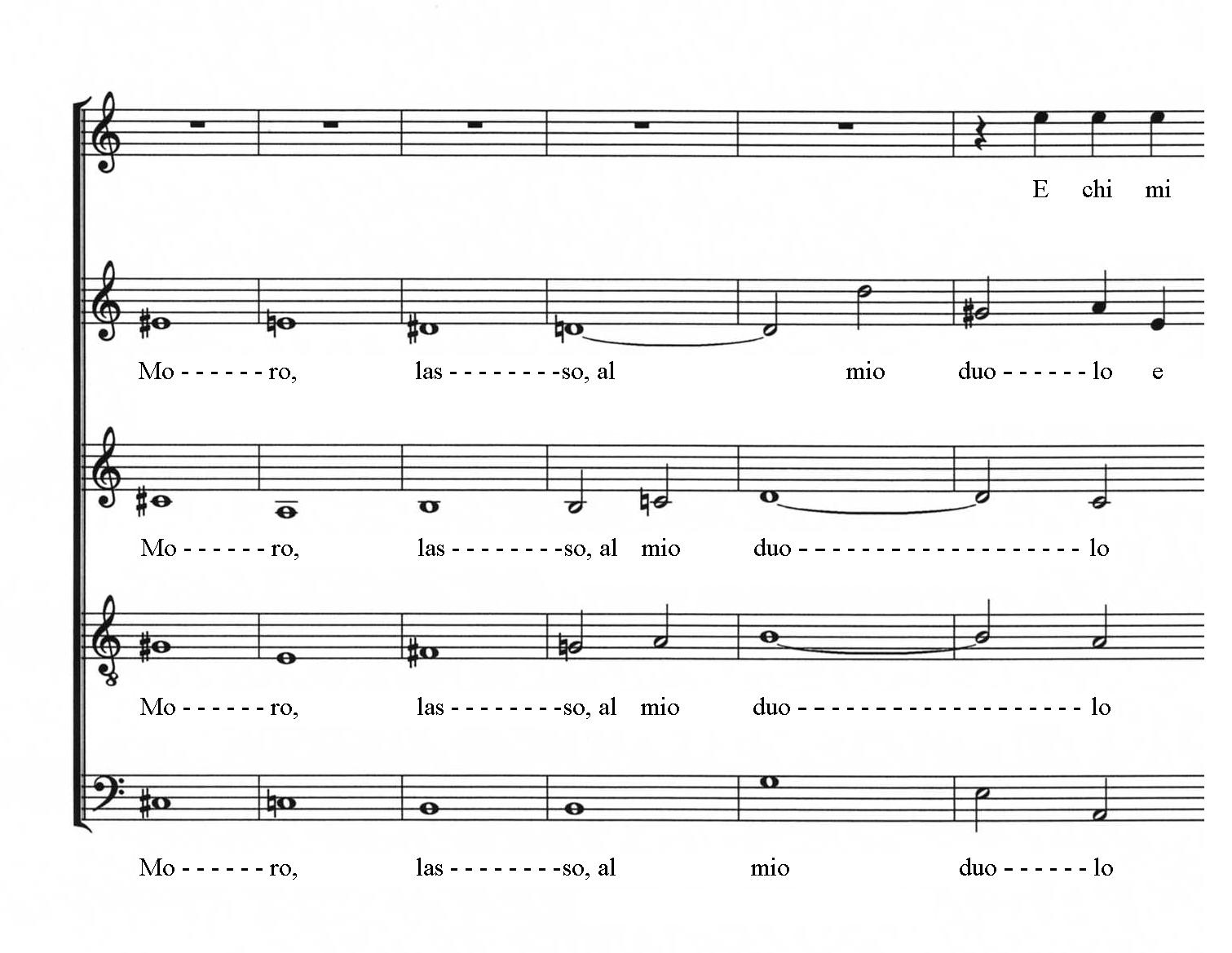
Gesualdo, VI.17, Moro, lasso al mio duolo

In quattro accordi, sotto una linea di canzoni cromaticamente discendente, la musica di Gesualdo cambia da do♯ maggiore ad un la minore, passando da un si maggiore a un sol maggiore, ovvero dei toni estremamente distanti. Queste divergenze mergono chiaramente da un'analisi del circolo delle quinte:

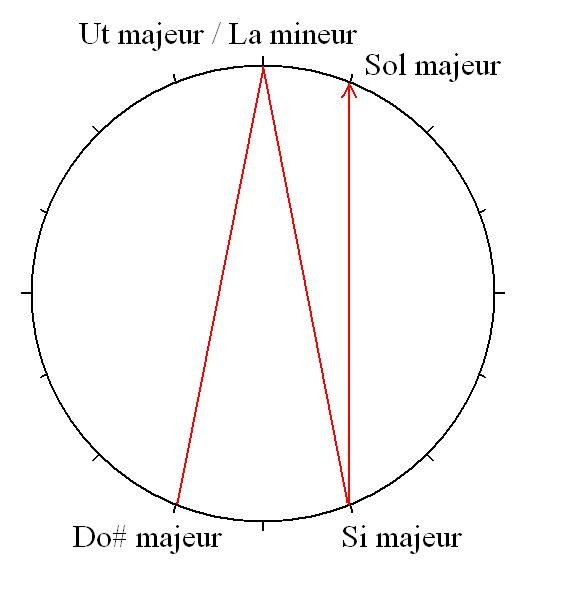

Tali eclatanti opposizioni di tonalità non saranno osservate con grande attenzione prima della sinfonia fantastica di Hector Berlioz. È comprensibile che il compositore abbia voluto supervisionare e correggere lui stesso la prima edizione a stampa di questi brani, piuttosto che lasciar circolare copie "corrette".

### Madrigalismi
Gesualdo osserva le regole compositive del canto affetuoso con implacabile rigore. Non è, come sosteneva il musicologo Charles Burney, disattendendo regole e convenzioni stabilite che il principe-compositore ottiene effetti sorprendenti, anche confusi, ma dal loro rispetto assoluto. Le numerose alterazioni armoniche e ritmiche "che seguono una cadenza quasi naturale" dei madrigali dell'ultima fatica vanno poste in diretta correlazione con gli ossimori dei testi lirici.
Il quindicesimo madrigale del Sesto libro, Ancide sol la morte, mostra una rottura di caratteristica movimento sulle parole: "Io, morendo per te, morirò di gioia". La prima frase è l'occasione per dissonanze molto dure (quinta e settima maggiore) e un cambiamento di armonie per gradi cromatici (do maggiore, La maggiore, perdita di segno tonale poi re maggiore, ecc.):

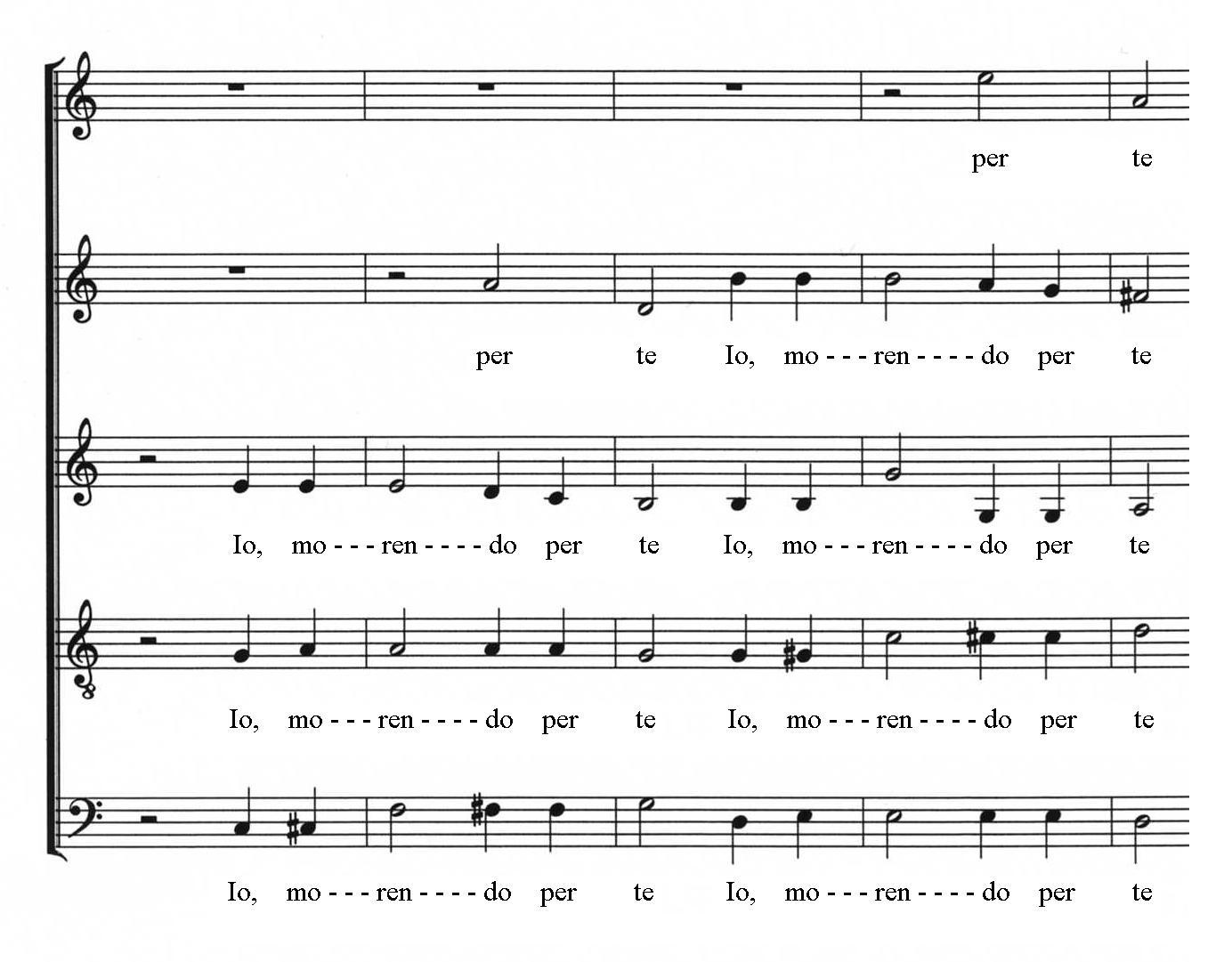
Gesualdo - VI.15 Io, morendo per te

Il flusso, piuttosto lento (bianco e nero tenuti apposta sull'accordo dissonante), è appropriato per evocare un tale sacrificio. Ad ogni modo, la musica continua, secondo il testo, su un contrappunto di versi rapidi in chiave sol, a significare oietezza. Questo disturbo può essere risolto grazie al ritorno della parola morei, su due semiminime che terminano in mi maggiore.
Questa rapida successione di modalità di scrittura così opposte può sorprendere un ascoltatore disinformato:

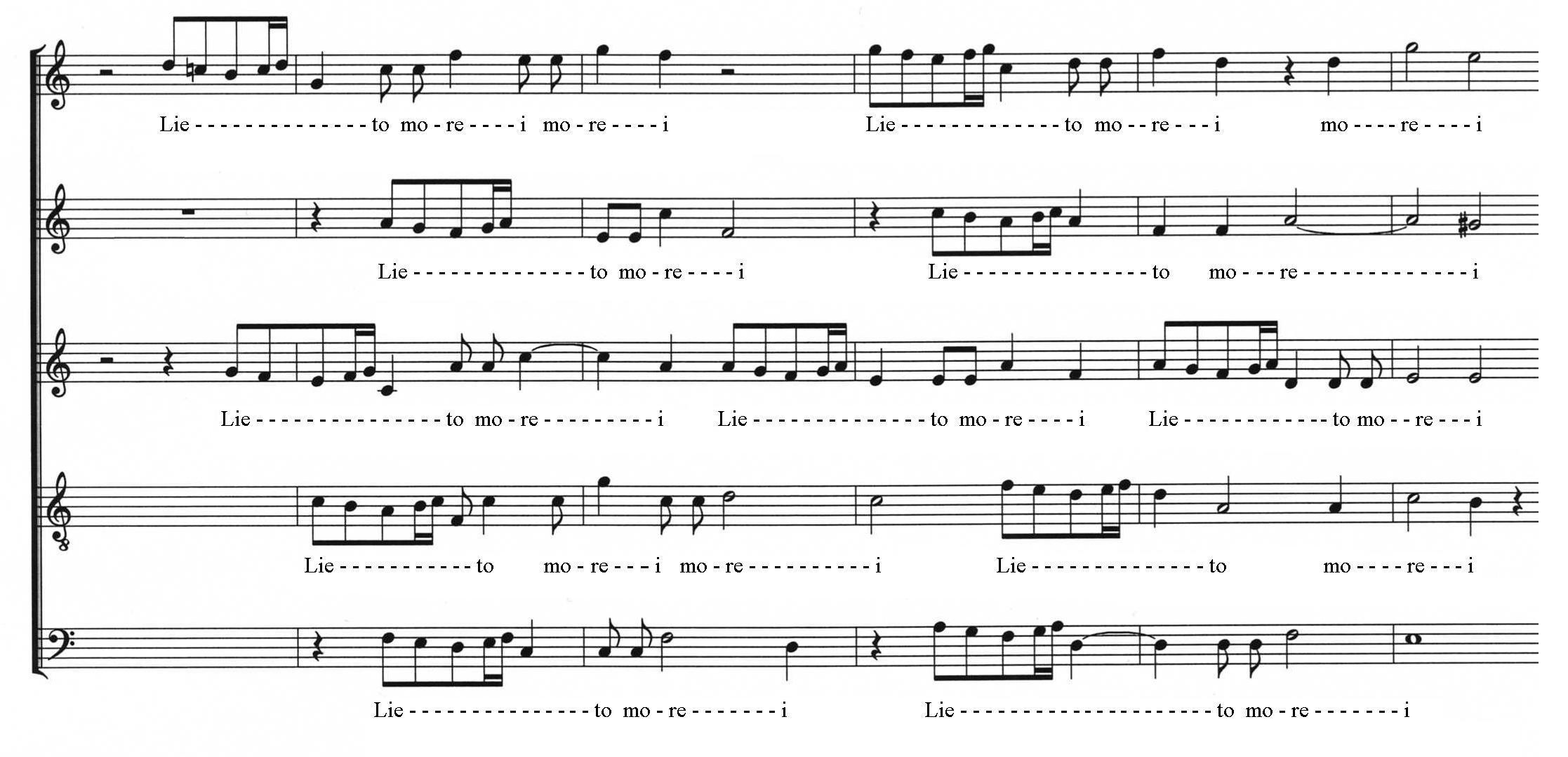
Gesualdo - VI.15 Lieto morei

Secondo Watkins, la domanda rimane: Gesualdo ha composto delle composizioni così "strane" solo perché ha musicato versi barocchi e complessi, oppure scelse queste poesie per poter scrivere armonie così sorprendenti in un quadro "accettabile"?

## Analisi tematica
Denis Morrier compie una sottile distinzione: "Don Carlo Gesualdo non è un rivoluzionario. Il suo genio trapela soprattutto dall'espressione più profonda e originale di una personalità affascinante, forgiata da un destino eccezionale".

### Un'opera "autobiografica"
Secondo S. Giora Shoham, una simile opera "poteva essere realizzata solo da una personalità divisa, con un abisso spalancato tra tendenze sadomasochistiche e maniacali. Il principe di Venosa, il dolente recluso, l'emarginato deviato, ha reso possibile Gesualdo, il geniale madrigalista e il genio espressionista e innovativo".

### Un "complesso di dongiovannismo"
Nella sua opera dedicata ai rapporti tra Arte, crimine e follia, S. Giora Shoham ritiene che "l'arte di Gesualdo possa essere collegata al mito di Don Giovanni, che generò così molte opere relative alla sofferenza e al lutto di un amore perduto". Analizzando congiuntamente la poesia di Torquato Tasso e la sua messa in musica del madrigale Luci serene e chiare (IV.1), l'autore sostiene che "non c'è mai stata migliore indicazione di un legame tra innovazione, devianza e follia". Le immagini dell'amore e della morte in Se la mia morte brami (VI.1) gli suggeriscono che, come ultima risorsa, questa gioia dolorosa è morire di una dolce morte, che torna per lui una vita nell'aldilà con il suo amato.
Ovviamente le liriche conservano aspetti retorici e barocchi. Tuttavia, "i temi misti di angoscia, morte e amore tradito, espressi da musiche cromatiche e dissonanti, fanno quasi venire la pelle d'oca". Se si segue questa chiave di lettura, le ambiguità, i paradossi, gli impulsi e le ripercussioni dei madrigali di Gesualdo potrebbero trovare una sola spiegazione: "come tutti i Don Giovanni, Carlo Gesualdo brama l'impossibile".

### Un lavoro equivoco
Secondo Alfred Einstein, il genio di Gesualdo si basa su "un dualismo stilistico e musicale totalmente basato sulla presenza di ossimori".

## Giudizi postumi
Molto tempo dopo la morte del compositore, i suoi madrigali continuarono a circolare in tutta Europa. Questa circolazione postuma fu favorita dal principio editoriale dell'ultima pubblicazione del 1613. La stampa in spartiti aveva lo scopo di offrire un oggetto di studio ai posteri. Grazie ad essa, è stata forgiata un'immagine speciale di Gesualdo.

### Elogio dei contemporanei
Fin dall'inizio del XVII secolo, teorici della musica come Adriano Banchieri elogiarono la padronanza del compositore della "retorica delle passioni", affiancandolo a Monteverdi per la forza espressiva del suo discorso (oratione). Pietro Della Valle, nel suo trattato Della musica dell'età nostra (1640) gli rese un omaggio postumo con toni positivi, dedicandosi anche ad un'attenta analisi musicale delle opere:
A Dresda, Heinrich Schütz chiese nel 1632 che gli fossero inviate dall'Italia copie dei madrigali del principe di Venosa e dei suoi epigoni napoletani per studiarli.

### Condanna dei classicisti
Le composizioni di Carlo Gesualdo non furono esenti da critiche. Nella sua Histoire générale de la Musique (1776), Charles Burney considera il madrigale Moro, lasso! al mio duolo come un caratteristico esempio del suo stile: aspro, scarno e pieno di modulazioni lascive, "veramente ripugnante secondo le regole di transizione ormai consolidate, ma anche estremamente scioccante e fastidioso per le orecchie". Gli elementi del contrappunto gesualdiano, in particolare, gli appaiono ingestibili e introdotti senza alcun discernimento su consonanze o dissonanze, sulle battute forti o deboli della misura, a tal punto che, quando la melodia viene eseguita, c'è più confusione nell'effetto complessivo che nella musica di qualsiasi compositore madrigale di cui io conosca le opere. [...] Il "celebrated and illustrious Dilettante" sembra meritare altrettanti pochi elogi per le sue espressioni linguistiche, per la quale fu celebrato da Giovanni Battista Doni, quanto per il suo contrappunto.
Oltre ai pareri sopra esposti, più di un critico tra il XVIII secolo e la metà del Novecento ha considerato gli ultimi madrigali del Gesualdo "nient'altro che una massa di mostruosità senza testa né coda". Gesualdo non è menzionato nella Oxford History of Music compilata da Hubert Parry, ma solo nell'edizione del Grove Dictionary of Music and Musicians, la cui realizzazione venne supervisionata da Reginald Lane Poole. Leggere le sue partiture attraverso l'unico prisma della tonalità è stato essenziale per molto tempo per stigmatizzare il principe di Venosa come un "eccentrico dilettante", mentre l'eminente musicologo Alfred Einstein evocava la sensazione di "mal di mare" che l'ascolto dei madrigali di Gesualdo suscitava in lui.

### Riscoperta dell' "avanguardia del passato"
I commentatori moderni sono ancora colpiti da alcune sequenze di "accordi" nei madrigali di Gesualdo. Philip Heseltine evocava, parlando a proposito delle fatiche del nobile, esempi di premonizioni wagneriane, affinità con i suoni delle lieder di Hugo Wolf o delle composizioni di Anton Bruckner e Richard Strauss. Jocelyne Kiss considera tuttavia "discutibile" il nesso "tra [la musica] di Wagner e l'audacia cromatica del principe di Venosa".
Le critiche asettiche dell'epoca passata vengono biasimate da Denis Morrier, il quale dice del compositore: "qui non regna alcun pensiero armonico, ma al contrario una pura polifonia arricchita di alterazioni che modificano i suoni senza mutarne l'essenza. L'effetto è stupendo, il valore delle parole impressionante. Tuttavia, la nostra moderna cultura dell'udito non dovrebbe trarci in inganno sulla vera natura di questi pezzi, che restano meravigliosi capolavori di polifonia modale contrappuntistica".

## Interpretazioni moderne

### Problemi di strumentazione
Nelle edizioni originali, tutte le parti della polifonia vedono al proprio fianco dei testi, i quali confermano l'interesse del compositore alla presenza delle voci. Tuttavia, la pratica madrigale nel XVI secolo ha permesso di sostituire o aggiungere a queste voci strumenti (violini, viole, tastiere, liuti, oltre che strumenti a fiato). Il gusto dominante, del epoca di Gesualdo e Monteverdi, privilegiava la commistione di voci e strumenti.
Secondo Denis Morrier, "la nostra estetica contemporanea, al contrario, favorisce l'idea che l'esecuzione del madrigale avvenga esclusivamente a cappella, senza strumenti: si tratta di un'ipotesi che oggi dovrebbe essere meglio analizzata".

### Problemi di movimento
Le partiture originali di Gesualdo non contengono alcuna indicazione di movimento, sfumatura o dinamica, secondo l'usanza del tempo. La musica arrivava sempre in soccorso del testo per renderlo più espressivo, con le parole stesse che indicavano ai cantanti quale velocità adottare. La scrittura riflette spesso le intenzioni del compositore: semiminime o minime per esprimere la grande tristezza o il doloroso umore, crome e semicrome per dare vita a una sensazione di gioia o ariosa leggerezza.
Questo uso presenta alcuni inconvenienti. Per questo, l'arte di Gesualdo sembrerebbe limitata all'esclusiva enfatizzazione dei testi. Si tratta in realtà di un giudizio miope, considerata la presenza di una musica particolarmente ricca di ambiguità e contrasti. Ogni libro di madrigali dura circa un'ora, ma si possono osservare grandi differenze tra le versioni registrate.

## Lascito
I musicologi del XX e del XXI secolo esitano a trarre una conclusione definitiva sul lavoro di Gesualdo. Secondo Denis Morrier, "le sue opere ci pongono dei dubbi, ci stupiscono e ci confondono ad ogni ascolto. Portano un messaggio di evidente modernità, che ha affascinato e soprattutto ispirato tutti coloro che si interrogano sul futuro dei linguaggi contemporanei".

### Omaggi musicali
I madrigali di Gesualdo hanno ispirato alcuni compositori del Novecento che hanno reso omaggio al principe-compositore:
- Il Monumentum pro Gesualdo di Stravinskij, composto nel 1960, commemorava il 400º anniversario della nascita del compositore, che allora si credeva fosse nato nel 1560;[67]
- Drei Madrigalkomödien di Peter Eötvös (1970-1990), riprende il poema dal madrigale Moro lasso! al mio duolo: il compositore ungherese riconosce un debito personale nei confronti di Gesualdo per il suo sviluppo artistico nel campo della musica vocale;[68][69]
- Carlo (1997), per orchestra d'archi e nastro magnetico del compositore australiano Brett Dean, che copre le prime battute di Moro lasso! al mio duolo;[70]
- Le voci sottovetro, elaborazioni da Carlo Gesualdo di Venosa di Salvatore Sciarrino (1998) per mezzosoprano e orchestra strumentale, dopo due madrigali dal Quinto e Sesto libro e due brani di musica strumentale di Gesualdo;[71][72]
- Le Gesualdo Variations (2010), dove il chitarrista e compositore David Chevallier fonde, sulla base di sei madrigali del Quinto e del Sesto libro, orchestra vocale, scrittura contemporanea e musica improvvisata per evocare "i madrigali immaginari del principe assassino";[73]

### Testimonianze letterarie
Nel suo libro Le porte della percezione, Aldous Huxley commenta dopo aver ascoltato un disco dei madrigali di Gesualdo:
"Queste voci", dissi con ammirazione, "queste voci, sono una specie di ponte con il mondo umano".
E rimasero un ponte anche quando cantarono la più straordinariamente cromatica tra le composizioni del principe folle. Attraverso le rozze frasi dei madrigali, la musica proseguì la sua corsa, senza rimanere nella stessa tonalità per più di due battute. In Gesualdo, questo fantastico personaggio da melodramma di Webster, la disintegrazione psicologica aveva esagerato, aveva spinto al limite estremo la tendenza insita nella musica modale in opposizione a quella completamente tonale. Le opere che ne risultavano avrebbero potuto essere scritte dall'ultimo Schönberg.
"Eppure", mi sentii costretto a dire, ascoltando questi strani prodotti di una psicosi della Controriforma elaborati in un'antica forma di arte medioevale, "eppure non importa che sia tutto a pezzi". L'insieme è disorganizzato, ma ogni frammento individuale è in ordine, è il rappresentante di un Ordine più Alto. L'Ordine più Alto prevale anche nella disintegrazione. La totalità è presente anche nei pezzi sparsi. Più chiaramente presente, forse, che in un'opera completamente coerente. Almeno non si è cullati in un senso di falsa sicurezza da qualche ordine meramente umano, meramente fabbricato. Si deve contare sulla propria percezione immediata dell'ordine ultimo. Così in un certo senso la disintegrazione può avere i suoi vantaggi. Ma senza dubbio è pericoloso, terribilmente pericoloso. Supponiamo di non poter tornare indietro, fuori del caos.»

### Carlo Gesualdo nel XXI secolo
In merito alle difficoltà costituite dallo studio dei complessi madrigali del principe di Venosa, Denis Morrier ritiene che "le ordinarie regole di tonalità non possano spiegare la musica di Gesualdo. Quelle di modalità e contrappunto ci rivelano un autore rispettoso di certe tradizioni".
Secondo Jocelyne Kiss, "Gesualdo rimane un caso unico nella storia del madrigale. La sua sensibilità, la sua stravaganza, il suo desiderio di esteriorizzare, di condividere con noi il suo universo sentito e contraddittorio, lo hanno portato a un pathos, un'estetica che, anche se appare, alla luce di opere come quelle di Monteverdi o Marenzio disordinata, poco fluida e tecnicamente limitata, ci trasmette affetti e sentimenti autentici, senza pudore e raramente convertiti in musica fino ad allora".

## Edizioni originali
- Primo Libro e Libro Secondo de Madrigali del Principe di Venosa, Vittorio Baldini, Ferrara, 1594;
- Madrigali del Principe di Venosa, Libro Terzo, Vittorio Baldini, Ferrara, 1595;
- Madrigali del Principe di Venosa, Libro Quarto, Vittorio Baldini, Ferrara, 1596;
- Madrigali del Principe di Venosa, Libro Quinto e Libro Sexto, Giovanni Giacomo Carlino, Gesualdo, 1611;
- Madrigali del Principe di Venosa, Simone Molinaro, Genova, 1613.

### Esplicative
1. ↑  Questo libro è noto soprattutto per il primo esempio di pseudonimo a cui ricorre Gesualdo: i madrigali, composti da un certo "Giuseppe Pilonij", gli furono dedicati. Riscuotendo successo, furono poi indicate come "raccolte" (e non composizioni) di Giuseppe Pilonij.
2. ↑   L'edizione stampata della Sinfonia fantastica include anche la seguente nota a piè di pagina: " Non ci sono errori di copiatura qui [...] L'autore raccomanda ai violini e alle viole di non "correggere" le loro parti apponendo dei bemolli in re, ecc. Tutto questo, si tenga conto, a 220 anni dalla pubblicazione del Sesto libro di Gesualdo.

### Bibliografiche
1. 1 2 3  Morrier (2003), p. 115.
2. 1 2  Morrier (2003), p. 25.
3. ↑  Morrier (2003), p. 32.
4. 1 2  Morrier (2003), p. 12.
5. 1 2  Morrier (2003), p. 33.
6. 1 2  Morrier (2003), p. 34.
7. 1 2  Morrier (2003), p. 91.
8. ↑  Morrier (2003), p. 13.
9. ↑  Morrier (2003), pp. 34-35.
10. ↑  Morrier (2003), p. 35.
11. 1 2  Morrier (2003), p. 36.
12. 1 2 3 4 5  Durante e Martellotti (1998), pp. 33-35.
13. ↑  Deutsch (2010), pp. 46-48.
14. ↑  (DE) Wilhelm Weismann, Die Madrigale des Carlo Gesualdo, principio di Venosa, Deutsche Jahrbuch der Musikwissenschaft, 1960,  pp. 7-36.
15. ↑  Deutsch (2010), p. 56.
16. 1 2 3 4  Kiss (2002), p. 71.
17. ↑  Deutsch (2010), pp. 72-75, lettera di Fontanelli, 25 giugno 1594.
18. 1 2 3  Morrier (2003), p. 92.
19. ↑  Morrier (2003), p. 93.
20. 1 2 3  Deutsch (2010), pp. 112-113.
21. ↑   Giuseppe Maria Pugno, Trattato di cultura generale nel campo della stampa: Lo sviluppo della tipografia nel seicento, vol. 4, Società Editrice Internazionale, 1968,  p. 123.
22. 1 2  Morrier (2003), p. 104.
23. ↑  Deutsch (2010), pp. 111-112.
24. ↑  Deutsch (2010), p. 114.
25. ↑   Angelo Pompilio, I madrigali a quattro voci di Pomponio Nenna, Firenze, Olschki, 1983.
26. 1 2  Deutsch (2010), p. 116.
27. 1 2 3 4 5  Morrier (2003), p. 28.
28. 1 2 3  Morrier (2003), p. 30.
29. 1 2 3 4  Kiss (2002), p. 68.
30. 1 2  Morrier (2003), p. 29.
31. ↑  Deutsch (2010), p. 50.
32. 1 2 3  Morrier (2003), p. 27.
33. ↑  Kiss (2002), p. 69.
34. 1 2  Watkins (1991), pp. 367-370.
35. 1 2  Deutsch (2010), p. 117.
36. ↑  Deutsch (2010), p. 140.
37. ↑  Dahlhaus (1974), pp. 34-43, 76-96.
38. ↑  Morrier (2003), p. 38.
39. ↑  Morrier (2003), p. 40.
40. 1 2  Kiss (2002), p. 72.
41. ↑  Morrier (2003), p. 41.
42. 1 2  Morrier (2003), p. 44.
43. ↑  Kiss (2002), p. 73.
44. ↑  Watkins (1991), p. 196.
45. 1 2  Morrier (2003), p. 45.
46. ↑  Catz (1996), pp. 53-54.
47. ↑  Deutsch (2010), p. 119.
48. ↑  Watkins (1991), pp. 370-375.
49. ↑   Hector Berlioz, Marche au torture, in Sinfonia fantastica.
«Sol minore si contrappone a re♭ maggiore, tra archi e fiati»
50. 1 2 3 4  Watkins (1991), pp. 374-376.
51. ↑  Morrier (2003), p. 50.
52. 1 2  Shoham (2002), p. 93.
53. 1 2  Shoham (2002), p. 81.
54. 1 2   Shoham (2002), p. 87.
55. ↑  Einstein (1949), p. 709.
56. ↑  Morrier (2003), p. 112.
57. ↑   Paolo Fabbri, Il madrigale tra Cinque e Seicento, Bologna, Il Mulino, 1988.
58. ↑  Solerti (1980), p. 153.
59. ↑  Morrier (2003), p. 113.
60. ↑  Gray e Heseltine (1926), p. 137.
61. ↑  (EN) Charles Burney, A General History of Music: From the Earliest Ages to the Present Period, vol. 3, 2ª ed., 1789,  pp. 218-219.
62. ↑  Gray e Heseltine (1926), p. 79.
63. ↑  Deutsch (2010), p. 8.
64. 1 2  Morrier (2003), p. 106.
65. 1 2  Kiss (2002), p. 77.
66. 1 2 3 4 5  Morrier (2003), p. 26.
67. ↑   Monumentum pro Gesualdo da Venosa ad CD annum, su brahms.ircam.fr. URL consultato il 25 maggio 2021.
68. ↑   Drei Madrigalkomödien, su brahms.ircam.fr. URL consultato il 26 maggio 2021.
69. ↑  Watkins (2010), pp. 215-216.
70. ↑  Watkins (2010), p. 217.
71. ↑   Le voci sottovetro, su brahms.ircam.fr. URL consultato il 26 maggio 2021.
72. ↑  Watkins (2010), p. 227.
73. ↑  Watkins (2010), p. 219.
74. ↑  Huxley (2016), pp. 27-28.

### Generale
- (EN) Alfred Einstein, The Italian madrigal, vol. 2, Princeton, Princeton University Press, 1949.
- Aldous Huxley, Le porte della percezione, traduzione di L. Sautto, 3ª ed., Mondadori, 2016, ISBN 978-88-04-67244-9.
- Angelo Solerti, Le origini del melodramma: Testimonianze dei contemporanei, Bologna, Forni, 1980.
- (EN) S. Giora Shoham, Art, Crime, & Madness: Gesualdo, Caravaggio, Genet, van Gogh, Artaud, Londra, Sussex Academic Press, 2002, ISBN 978-1-903900-06-2.
- Jocelyne Kiss, Le madrigal italien à la fin du seizième siècle, Parigi, Éditions Publibook, 2002, ISBN 978-2-7483-2845-5.

### Pubblicazioni
- (FR) Mathilde Catz, Contraintes modales et chromatismes dans les derniers madrigaux de Gesualdo, in Musurgia, vol. 3, n. 2, Editions ESKA, 1996,  pp. 35-55.
- (EN) Carl Dahlhaus, Zur chromatischen Technik Carlo Gesualdos [Carl Dahlhaus, The Chromatic Technique of Carlo Gesualdo], in Analecta Musicologica, traduzione di Geoffrey Chew, vol. 4, 1967,  pp. 77-96.
- (DE) Carl Dahlhaus, Gesualdos manieristische dissonaztechnik, Berlino, Merseburger, 1974.
- Elio Durante e Anna Martellotti, Le due «scelte» napoletane di Luzzascho Luzzaschi, Firenze, S.P.E.S., 1998.

### Monografie
- (FR) Catherine Deutsch, Carlo Gesualdo, Parigi, Bleu nuit éditeur, 2010, ISBN 978-2-35884-012-5.
- (EN) Cecil Gray e Philip Heseltine, Carlo Gesualdo: musician and murderer, Londra, Trubner & Co., 1926, ISBN 978-1-275-49010-9.
- (FR) Denis Morrier, Carlo Gesualdo, Parigi, Fayard, 2003, ISBN 2-213-61464-4.
- (EN) Glenn Watkins, Gesualdo: The Man and his Music, 2ª ed., Londra, Oxford University Press, 1991, ISBN 978-0-19-816197-4.
- (EN) Glenn Watkins, The Gesualdo Hex: Music, Myth, and Memory, New York, W. W. Norton & Co., 2010, ISBN 978-0-393-07102-3.